# Awadeya Mahmoud

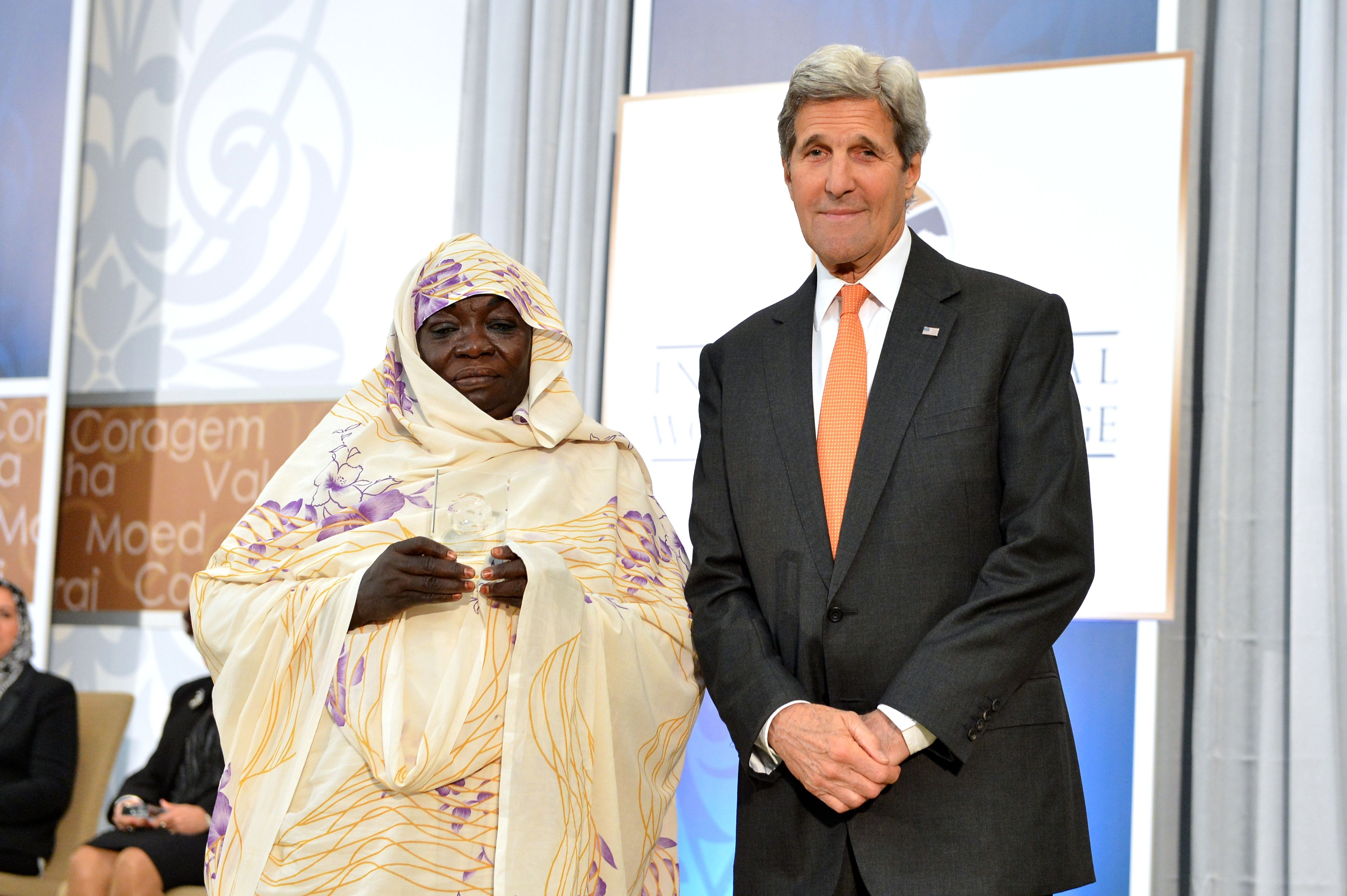
US-Außenminister John Kerry überreicht den International Women of Courage Award 2016 an Awadeya Mahmoud aus dem Sudan, Gründerin und Vorsitzende der Women's Food and Tea Sellers' Cooperative und der Women's Multi-Purpose Cooperative for Khartoum State, am 29. März 2016 im US-Außenministerium in Washington, D.C.

Awadeya Mahmoud (arabisch عوضية محمود; * 1963 in der Region Südkordofan, Sudan) ist eine sudanesische Genossenschaftsgründerin und Frauenrechtlerin. Sie ist Gründerin und Vorsitzende der Women's Food and Tea Sellers' Cooperative und der Women's Multi-Purpose Cooperative für den sudanesischen Bundesstaat al-Chartum. Am 29. März 2016 wurde sie vom Außenministerium der Vereinigten Staaten mit dem International Women of Courage Award für das Jahr 2016 ausgezeichnet.

## Leben
Awadeya Mahmoud wurde 1963 in der sudanesischen Region Südkordofan geboren, eine von Konflikten betroffene Region, die ihre Familie schon bald verließ, um nach Khartum zu ziehen. Sie heiratete und begann 1986 mit dem Verkauf von Tee – eine der wenigen Möglichkeiten für Frauen ohne Ausbildung, den Lebensunterhalt der Familie zu bestreiten. 1990 gründete sie eine Genossenschaft, die ihren Mitgliedern Rechtshilfe und Unterstützung anbot. Sie nannte sich Women's Food and Tea Sellers' Cooperative (dt.: Frauengenossenschaft für Lebensmittel- und Teeverkäuferinnen) und Women's Multi-Purpose Cooperative (dt.: Frauen-Mehrzweck-Genossenschaft).
Durch das Büro der Genossenschaft wurde es nun finanziell möglich, gegen Polizeischikanen – etwa Beschlagnahmung der Ausrüstung der Verkäuferinnen – Rechtsmittel einzulegen. Teeverkäuferinnen, die häufig aus den Konfliktregionen (Darfur, Südsudan) Vertriebene oder Geflüchtete sind und alleine auf der Straße arbeiten, werden in der konservativen sudanesischen Gesellschaft diskriminiert und sind sexuellen Belästigungen ausgesetzt.
Nicht alle Maßnahmen waren erfolgreich, so mussten etwa sie und andere Mitglieder der Kooperative wegen hoher Verschuldung ab 2006 vier Jahre in Gefängnishaft verbringen. Nach ihrer Freilassung setzte sie ihre Arbeit mit und für Frauen fort und wurde Vorsitzende eines Genossenschaftsnetzwerks mit rund 8000 Mitgliedern in und um Khartum.

## Auszeichnungen und Ehrungen
Am 28. März 2016 gab das Außenministerium der Vereinigten Staaten bekannt, dass sie eine von vierzehn Empfängerinnen des International Women of Courage Award (dt.: Internationalen Preis für mutige Frauen) für das Jahr würde. Berichten zufolge war sie nach der Verleihung des Preises und ihrem zehntägigen Aufenthalt in den USA  sofort wieder in ihrer Kooperative aktiv. Die durch die Auszeichnung erreichte Aufmerksamkeit wolle sie dafür nutzen, die Arbeit der Kooperative auf Regionen auch außerhalb der Hauptstadt auszuweiten, da das zugrundeliegende Problem der gesellschaftlichen Stigmatisierung von Frauen nicht auf Khartoum beschränkt sei.